# CS Universitatea Craiova
CS Universitatea Craiova är en fotbollsklubb från Craiova i Rumänien. Klubben grundades 1948 och bytte namn till Universitatea Craiova 1966. Klubben har blivit rumänska mästare fyra gånger (1974, 1980, 1981, 1991) och vunnit rumänska cupen sex gånger (1977, 1978, 1981, 1983, 1991, 1993). I klubben har bland andra Cristian Chivu, Ioan Viorel Ganea, och Gheorghe Popescu spelat.
| Namn                  | Period    |
| UNSR Craiova          | 1948–1950 |
| CSU Craiova           | 1950–1953 |
| Știința Craiova       | 1953–1966 |
| Universitatea Craiova | 1966–1991 |
| Universitatea Craiova | 2013–     |